# Sarbia (Mieścisko)
Sarbia ist ein Dorf in der Gemeinde Mieścisko im Powiat Wągrowiecki. Es liegt auf einer Höhe von etwa 97 Metern über dem Meeresspiegel in der Woiwodschaft Großpolen in Polen. Die naheliegendsten Nachbarorte sind in etwa drei Kilometer Entfernung in nordöstlicher Richtung Zbietka, in südlicher Richtung Podlesie Wysokie und in östlicher Richtung Podlesie Kościelne. Das Verwaltungszentrum der Gemeinde liegt in der Kleinstadt Mieścisko in etwa fünf Kilometern in östlicher Richtung von Sarbia entfernt. Haupteinnahmequellen des Dorfes sind die Forst- und Landwirtschaft.

## Quelle
- Geographie Sarbia